# Rokitnica (Zabrze)
Rokitnica (niem. Rokittnitz, 1936–45: Martinau) – dzielnica Zabrza od 1951 roku, wcześniej siedziba gminy Rokitnica.

## Informacje ogólne
W Zabrzu-Rokitnicy znajdują się budynki dydaktyczne oraz domy studenckie (akademiki) Śląskiego Uniwersytetu Medycznego w Katowicach.

## Nazwa
W 1295 w kronice łacińskiej Liber fundationis episcopatus Vratislaviensis (pol. „Księdze uposażeń biskupstwa wrocławskiego”) miejscowość wymieniona jest w zlatynizowanej formie Rokytnicza we fragmencie Rokytnicza in parte nostre dyocesis decima more polonico. Obecną nazwę administracyjnie zatwierdzono 19 maja 1946.

## Historia
Pierwsza wzmianka o Rokitnicy pochodzi z 1211 roku . Rokitnica jest również wspomniana w księdze uposażeń biskupstwa wrocławskiego „Liber fundationis Wratislaviensis” (CDS Bd. XIV, s. 96.) z 1295 roku. Zapis o Rokitnicy wskazuje, że mamy tu do czynienia z osadą o zasiedziałym już charakterze, podzieloną pod względem diecezjalnym na dwie części: część zachodnią wrocławską i część wschodnią krakowską. Niektórzy historycy wysuwają dalej idące wnioski, że mamy tu do czynienia z miejscowością starą, powstałą przed wydzieleniem kresów zachodnich Małopolski z dzielnicy krakowskiej. Oznaczałoby to przesunięcie daty powstania Rokitnicy nawet przed 1179 rok. Rokitnica wielokrotnie zmieniała właścicieli, wśród których wymienić można: Wacława Miechowskiego, Jana Kralicza, Fryderyka Góreckiego, Piotra Strzałę.
(informacje te pochodzą z książki „Dawne dzieje Rokitnicy cz.1" Zygmunta Pierszalika z roku 2000).
Nazwa pochodzi prawdopodobnie od wierzby rokity rosnącej na tutejszych wilgotnych łąkach.
W dolinie małego potoku, biegnącego wzdłuż szlaku handlowego (drogi do Miechowic), powstał w XIII w. gródek rycerski (spalony w XV w.). Obok stoi pochodzący z XVII w. folwark, przekształcony po 1945 roku w PGR (obecnie w rękach prywatnego właściciela), w jego obrębie znajduje się zabytkowy dwór z 2. połowy XIX wieku. Za dworem i basenem znajduje się stadion Sparty Zabrze zbudowany krótko przed I wojną światową.
W latach 1936–1945 dzielnica nosiła nazwę niemiecką Martinau.
Płynący przez Rokitnicę Potok Rokitnicki stanowił do 1179 r. granicę polityczną pomiędzy Śląskiem a Małopolską, a ponadto do 1816 roku był granicą między ziemią bytomską a toszecką. Wzdłuż tej rzeczki przebiegała również do roku 1821 granica między ówczesnymi diecezjami wrocławską i krakowską.
Od 1905 do lat 30. XX wieku zbudowano osiedle patronackie hrabiego Franza von Ballestrema, dla pracowników jego kopalni. Głównym projektantem osiedla był Hans von Poellnitz (szwagier Franza Ballestrema). Osiedle jest wpisane do rejestru zabytków.

## Komunikacja
Przez dzielnicę przebiega DK94, która na jej skraju łączy się z DK78. W centrum znajduje się pętla autobusów miejskich, z której można się dostać autobusami do Centrum i do Bytomia, Tarnowskich Gór, Gliwic, Pyskowic oraz Chorzowa. Tuż obok skrzyżowania DK94 z DK78 znajduje się wjazd na Autostradę A1 oznaczony jako węzeł Zabrze-Północ.

## Kalendarium
- 1829 – Zbudowano drogę utwardzaną do Bytomia
- 1830 – Wybudowaną pierwszą szkołę
- 1842 – Przebudowano trakt do Bytomia
- 1857 – Wzniesiono kaplicę Matki Boskiej Bolesnej
- 1890 – Budowa wodociągów, wodę podciągnięto z Karchowic.
- 1899 – Hrabia Ballestrem uruchomił w Rokitnicy kopalnię węgla kamiennego Castellengo, później kopalnia Rokitnica (nadanie pola górniczego uzyskano już w 1857[10])
- 1906 – Powstaje osiedle robotnicze dla pracowników kopalni
- 1902–1904 – Zbudowano w Rokitnicy Powiatowy Dom Nieuleczalnie Chorych i Sanatorium Powiatowe
- 1910 – Powstaje Powiatowy Dom Inwalidów i ośrodek kolonijny
- 1911–1912 – Powstaje neobarokowo-modernistyczny kościół parafii pod wezwaniem Najświętszego Serca Jezusowego projektu prof. E. Kühn
- 1920 – W kopalni węgla kamiennego Castellengo miał miejsce wybuch pyłu węglowego, w którym zginęło 30 górników
- 1925 – Połączono Rokitnicę linią tramwajową z Miechowicami i Wieszową
- 1928 – Połączona Rokitnicę linią tramwajową z Helenką
- 1926–1928 – Budowa Szpitala Spółki Brackiej
- 1928 – Ukończenie budowy ratusza projektu Theodora Ehl’a
- 1948 – w zabudowaniach Szpitala Spółki Brackiej utworzono Akademię Lekarską z jednym wydziałem lekarskim oraz oddziałem stomatologicznym, rok później przemianowaną na Śląską Akademię Medyczną im. Ludwika Waryńskiego (dziś Śląski Uniwersytet Medyczny w Katowicach)[11]
- 1951 – Włączono Rokitnicę, jako jedną z dzielnic do Zabrza
- 1951 – Otwarto połączenie tramwajowe z Rokitnicy do Mikulczyc
- 1968 – Zlikwidowano połączenie tramwajowe do Mikulczyc.
- 1971 – Katastrofa w Kopalni Węgla Kamiennego Rokitnica, zginęło 10 górników, przeżył – 1 (Alojzy Piontek)[12]
- 1983 – Zlikwidowano połączenie tramwajowe do Bytomia.
- 2016 – Otwarcie Sali Królestwa Świadków Jehowy[13].